# 오주중학교
오주중학교(梧州中學校)는 대한민국 서울특별시 송파구 오금동에 있는 공립 중학교이다.

## 학교 연혁
- 1984년 1월 9일 : 거여중학교 설립인가
- 1984년 3월 1일 : 제1대 최은석 교장 취임
- 1984년 3월 2일 : 제1회 입학식(신입생 787명)
- 1984년 4월 13일 : 오주중학교로 교명 변경
- 2005년 1월 23일 : 꿈누리관 준공
- 2018년 2월 1일 : 제32회 졸업식(졸업생 199명) 총 16,949명의 졸업생 배출
- 2021년 3월 1일 : 제12대 진영아 교장 취임
- 2022년 2월 28일 : 제36회 졸업식(졸업생 136명)
- 2022년 3월 2일 : 제39회 입학식(신입생 141명)

## 참고 자료
- 오주중학교 - 한국교육학술정보원 학교알리미